# سرنوشت ۲ (بازی ویدئویی)
سرنوشت ۲ (به انگلیسی: Destiny 2) یک بازی ویدئویی در سبک تیراندازی اول شخص و اکشن نقش آفرینی است که توسط اکتیویژن و در سپتامبر ۲۰۱۷ برای پلت‌فرم‌های ویندوز، پلی‌استیشن ۴ و اکس‌باکس وان منتشر شده‌است.